# Lygophis flavifrenatus
Espèce
Synonymes
- Dromicus amabilis Jan & Sordelli, 1867
- Zamenis parallelus Vogt, 1927
- Zamenis vogti Werner, 1929
- Liophis flavifrenatus (Cope, 1862)

Lygophis flavifrenatus  est une espèce de serpents de la famille des Dipsadidae.

## Répartition
Cette espèce se rencontre :
- au Brésil dans l'État du Rio Grande do Sul ;
- en Uruguay ;
- au Paraguay ;
- en Argentine dans les provinces de Misiones, de Corrientes, d'Entre Ríos, du Chaco et de Formosa.

## Publication originale
- Cope, 1863 "1862"  : Synopsis of the species of Holcosus and Ameiva, with diagnoses of new West Indian and South American Colubridae. Proceedings of the Academy of Natural Sciences of Philadelphia, vol. 14, p. 60-82 (texte intégral).